# Silnice na Ukrajině

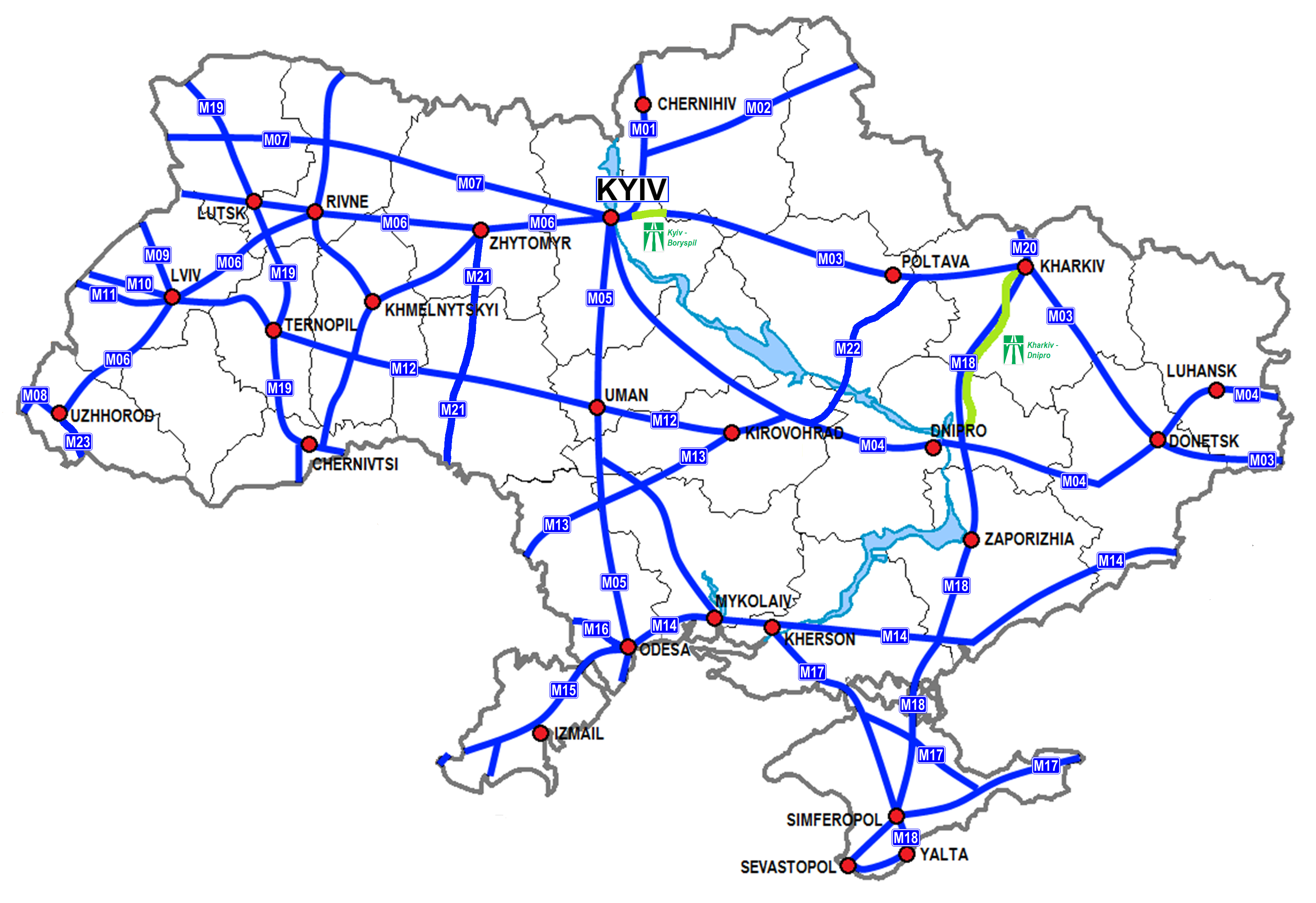
Síť hlavních silnic (dálnice M) (z nichž některé jsou rychlostní a 2 dálnice) z Ukrajiny je modrá, zeleně jsou označeny evropské silnice.

Silnice na Ukrajině (ukrajinsky Автомобі́льні шляхи́ загального користування в Украї́ні) je síť automobilových silnic, která zahrnuje různé typy silnic. Silnice jsou obvykle rozděleny do kategorií pro obecné použití, včetně ulic a silnic v obydlených oblastech (tj. Města / vesnice), a další, včetně oficiálního, soukromého a zvláštního použití. Silnice pro všeobecné použití jsou převážně vedeny hlavními cestami a jsou součástí sítě E (evropské silnice). Vysokorychlostní silnice (Dálnice na Ukrajině), místně známé jako automahistraly, nebo spíše rychlostní silnice (švydkisni dorohy), jsou však vzácné a jsou k dispozici pouze na vybraných úsecích hlavních tras. Velké stavební projekty na zlepšení národní silniční infrastruktury byly vyhlášeny počátkem roku 2010 v rámci přípravy na fotbalovou soutěž Euro 2012 a bylo zřízeno Ministerstvo infrastruktury Ukrajiny v čele s Borysem Kolesnikovem (obžalován z korupce - za krádež 500 000 USD každý měsíc v období 2010-2014). Realita se stala prozaičtější a silniční infrastruktura nadále patří k hlavním problémům v zemi.
Státní politiku v oblasti správy silnic a provádění státní správy veřejných komunikací provádí Státní agentura pro dálniční komunikace Ukrajiny (Ukravtodor).
Délka státních silnic na Ukrajině je 169,5 tisíc km. Síť hlavních tras je rozložena po celé zemi a spojuje všechna hlavní města Ukrajiny a poskytuje přeshraniční trasy se sousedními zeměmi, z nichž s tvrdým povrchem - 165,8 tisíc km. Za stav těchto silnic odpovídá Státní agentura pro dálnice na Ukrajině.
Stále existuje více než 250 000 km městských ulic, jejichž stav je odpovědností místních úřadů, dále existují také neuvedené resortní a soukromé silnice (max. však 2000 km).

## Historie
Ukrajinská síť silnic byla zděděna od Ukrajinské SSR a během sovětského období byla součástí větší sovětské sítě silnic. Moderní síť se skládá z 99% silnic pro veřejné použití, přičemž 12% je označeno jako státní a 87% - místní. Celá síť všech automobilových silnic se skládá z přibližně 172 400 kilometre (107 100 mi) z toho 164 100 kilometre (102 000 mi) - mají tvrdý povrch nebo 95,19%. Stávající silniční síť byla z velké části vybudována či zavedena v 60. a 70. letech. Pro srovnání, v roce 1940 se silniční síť Ukrajiny skládala z 270 700 kilometrů, z nichž pouze 10,8% obsahovalo zpevněnou plochu.
Někteří kritici poukazují na to, že nejen silniční podmínky, ale také bezpečnost silničního provozu jsou v naprostém nepořádku a úroveň policejní korupce se po nedávných reformách zatím nezmenšila.

## Přehled

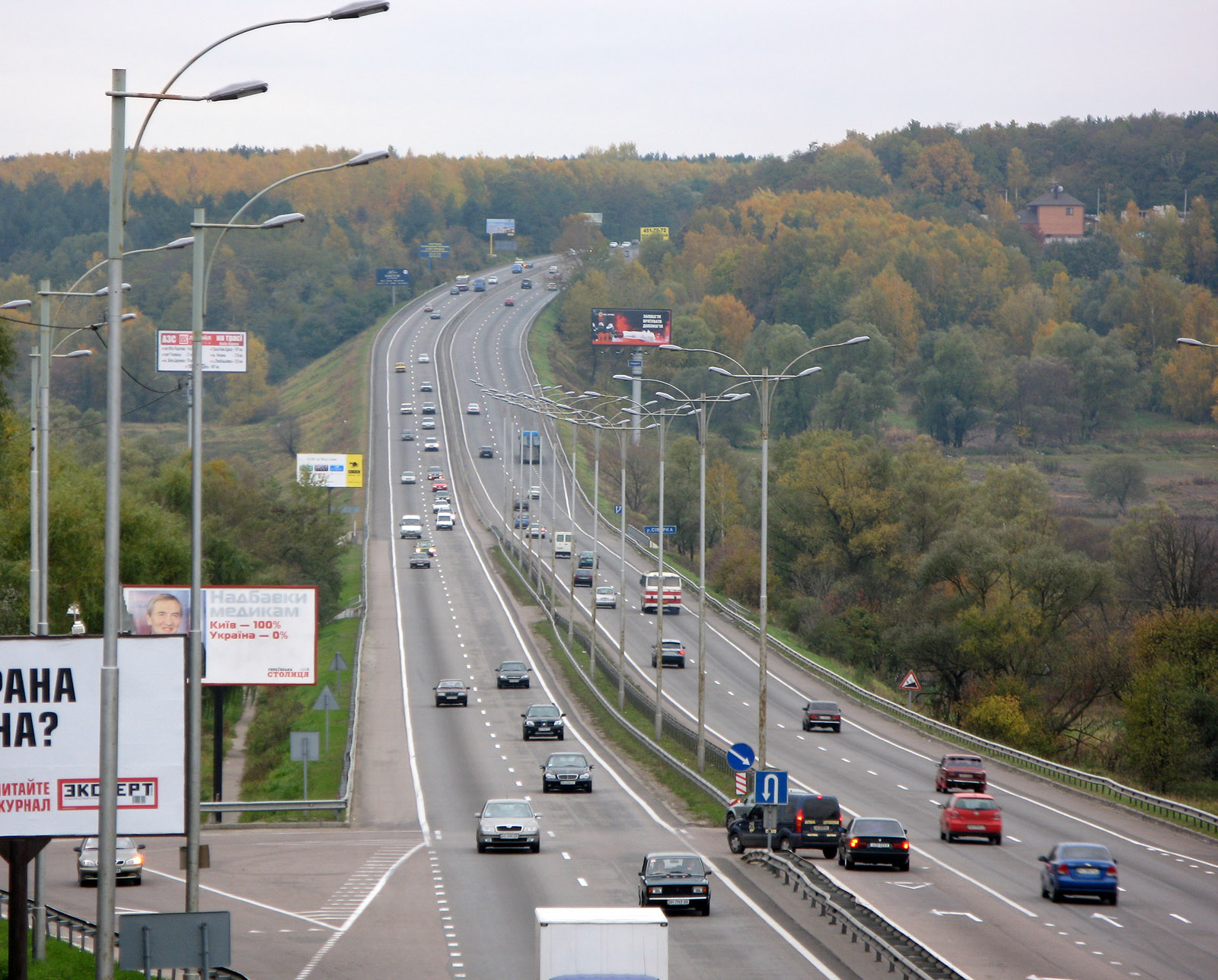
Dálnice poblíž Kyjeva

Po pádu Sovětského svazu došlo k reorganizaci všech státních orgánů silniční dopravy na Ukrajině. Státní agentura Ukravtodor byla založena jako státní společnost v roce 1990 a nahradila ministerstvo silnic sovětské Ukrajiny jako státní řídící orgán automobilových silnic na moderní Ukrajině. Je doplněn projektovým institutem Ukrhiprodor, který navrhuje objekty do správy silnic. Ukravtodor je pod dohledem Ministerstva infrastruktury Ukrajiny. 28. února 2002 byla na základě prezidentského výnosu vytvořena státní akciová společnost Avtomobilni dorohy Ukrainy (ADU). Společnost byla přímo zapojena do výstavby a údržby silnic. V roce 2016 byla ADU sloučena do společnosti Ukravtodor, která nyní vlastní 100% jejích akcií.
Od roku 1992 do roku 2014 se mimo dvou dálnic silnice udržovaly spíše sporadicky, až v roce 2015 po žádosti prezidenta skupina Světové banky schválila půjčku ve výši 560 milionů USD na zlepšení podmínek na silnicích na Ukrajině, která se týkala zejména na trase M03 mezi Poltavou a Charkovem.
V roce 2016 bylo mnoho hlavních ukrajinských dálnic ve velmi špatném stavu, přičemž podle Ukravtodor bylo v té době zapotřebí opravy 97% silnic. Toto vysoké číslo bylo většinou výsledkem nesprávného přidělení rozpočtu kvůli extrémně vysoké korupci v létech 1990 - 2015 a nevýrazného vymáhání omezení hmotnosti u nákladních vozidel. V roce 2016 byl rozpočet na opravu silnic stanoven na přibližně 20 miliard hřiven. V roce 2017 zahájila Hrojsmanova vláda tříletou rozsáhlou rekonstrukci ukrajinské dálniční infrastruktury, přičemž rozpočet silnic se v roce 2018 vyšplhal na 42 miliard hřiven. V roce 2019 vzrostl roční silniční rozpočet na 51 miliard hřiven, a v roce 2020 dosáhl rekordní výše 70 miliard hřiven bez peněz z EU.
Zvýšené úsilí Ukrajiny v oblasti údržby a výstavby silnic ukazuje hmatatelné výsledky masivních oprav stávajících silnic. Ve Zprávě o kvalitě silnic Světového ekonomického fóra vzrostla Ukrajina ze 141. místa v roce 2014 na 119. místo v roce 2019, za pět let se tedy zlepšila o 22 míst. Pro srovnání Moldavsko (127. místo), Rumunsko (118. místo), Česko (76. místo), Polsko (57. místo) a Nizozemí (1. místo).

## Značení
Silnice státního významu mají tři indexy M, H, P, T, každé písmeno znamená příslušné písmeno cyrilice. Silnice státního významu jsou využívány i evropskou sítí silnic E.

Síť rychlostních silnic M (mezinárodní), která představuje mezinárodní síť, se spolu s H sítí (národní) pohybuje od 01 do 23 a skládá se ze dvou číslic. Tyto silnice jsou určeny pro hlavní dopravní koridory po celé zemi a navazují na evropský dálniční systém.
P síť (regionální) silnic se pohybuje od 01 do 65 a je také kombinací dvou číslic.
T síť (územní) silnic je součástí územní silniční sítě v rámci hlavního pododdělení Ukrajiny (tj. Oblastí (krajů) Ukrajiny) a jejich index zahrnuje kombinaci čtyř číslic s dalšími dvěma indexy k identifikaci regionu, kde se konkrétní silnice nachází.

### Dálnice
Na Ukrajině se vysokorychlostní silnice nebo dálnice nazývají automahistrály, což je obecný termín pro vysokorychlostní silnici (dálnice nejsou vedeny zvlášť). V současné době nejsou automahistrály určeny do samostatné sítě, ale pouze segmenty automobilových silnic přijaté pro rychlostní silnice.
Po roce 2000 byly vystavěny první vylepšené vysokorychlostní silnice (dálnice), jako například automahistrala Kyjev - Boryspil, která spojovala hlavní město s jeho hlavním letištěm a vede po silnici M03, a druhá Charkov - Dnipro, který se napojila na hlavní města krajů a vede po silnici M18. Dálnice Kyjev-Boryspil se táhne 18 km a má schopnost pojmout objem provozu 40 000 vozidel denně (24 hodin). Důležitým doplňkovým prvkem automahistrály je elektronický informační systém, který umožňuje cestujícím řidičům být informováni o veškerých aktuálních informacích na trase. Tento experimentální projekt byl nainstalován v roce 2007 a stál 40 milionů hřiven.

### Rychlostní silnice
Kromě klasifikace jsou silnice na Ukrajině rozděleny do kategorií podle schopnosti silnice zvládnout určitý stupeň provozu. Existuje pět kategorií, jejichž silnice I. kategorie jsou rozděleny do podkategorií A a B. Také všechny silnice I. kategorie jsou považovány za automahistrály, avšak ne všechny je lze považovat za skutečné dálnice v evropském slova smyslu. Kolem roku 2010 existovaly dva hlavní automahistrály: Kyjev - Boryspil a Charkov - Dnipro. Jsou kategorizovány jako hlavní silnice kategorie I.a. Tyto silnice byly doplněny jižním obchvatem Lvova a chystanými dalšími projekty od roku 2018-2022.

### Mezinárodní "E" (evropské) silnice
Ukrajinou prochází celkem 19 evropských silnic.
Evropské trasy jsou součástí mezinárodní sítě elektronických silnic, jejichž trasy vedou nejen po celém evropském kontinentu a pokrývají tak odlehlé oblasti, jako jsou Britské ostrovy, ale také části regionů asijského kontinentu, jako je Střední Asie, Kavkaz a Asie Méně důležitý. Evropské trasy na Ukrajině většinou cestují po síti ukrajinských mezinárodních tras, známé jako síť M.

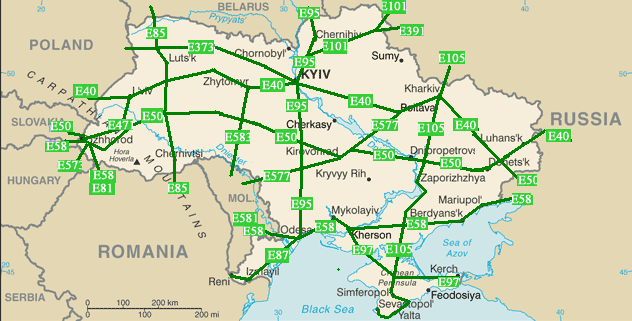
Mezinárodní síť evropských silnic na Ukrajině

V uvedeném seznamu se zeleným pozadím jsou uvedeny hlavní trasy. Jsou to buď ty, které končí nulou (0) nebo pěti (5). Všimněte si, že lichá čísla mají směr sever-jih a sudá čísla - východ-západ.

### Dopravní koridory
Evropská síť tras vytváří několik důležitých dopravních koridorů známých jako celoevropské koridory, které zahrnují například Gdaňsk - Oděsa, euroasijský, evropsko-asijský, ChES a další. Existuje návrh na vytvoření obchvatu kolem Černého moře, procházejícího Krymským poloostrovem.
V rámci celoevropského systému koridorů má Ukrajina takové koridory jako III (Brusel - Drážďany - Krakov - Kyjev), V (Benátky - Budapešť - Lvov - Kyjev), VII (řeka Dunaj) a IX (Helsinky - Petrohrad) - Gomel - Kyjev - Kišiněv - Bukurešť - Thrákie).

## Kategorie a charakteristika

### Dálnice
Vysokorychlostní silnice a dálnice v článku (Dálnice na Ukrajině)

### Silnice místního významu
Silnice místního významu mají také tři třídy, ale pouze dva indexy T, O. Síť silnic okresu nemá implementovaný systém. Indexy místních silnic jsou také doplněny oblastním indexem, kde se nacházejí.
Všimněte si, že seznam je uspořádán v pořadí cyrilice. Například územní silnice 22 v Rivne by byla identifikována jako T-18-22, kde 18 je index pro Rivne. Síť T (územní) jako ostatní silniční sítě místního významu se liší podle oblasti, ale samotné číslování silnic se skládá ze dvou číslic. Síť Oblast (O-síť) má na druhé straně stejný koncept T-sítě, ale číslování silnic obsahuje čtyři číslice a kód nemá pomlčku jako v T-sítích. Například dálnice v Charkovské oblasti by měla kód O-21xxxx.

### Speciální trasy na Ukrajině

Chování některých zvláštních tras je jako ve Spojených státech

Existují dva hlavní technické výrazy pro speciální trasy: podjezd (ukrajinsky Під'їзд) a objezd (ukrajinsky об'їзд).
- Podjezdova trasa je obvykle přístupová trasa, která se rozděluje od hlavní trasy k důležitému geografickému bodu, jako je město, letiště, park atd. Na sousedním obrázku to lze přirovnat k obchvatové trase.
- Trasa objezdu je druh obchvatu, který nemusí být nutně úplný. Na sousedním obrázku to lze přirovnat k obchvatové trase, obchodní trase, trase kamionu (Truck road).

### Silnice v osídlené oblasti

#### Druhy vozovek - pojmenování
- Vulytsja / ulice, nejběžnější a obecný typ vozovky v obydlené oblasti s anglickým protějškem stále více používaným
- Šose, široká silnice postavená pro vysokorychlostní provoz na velké vzdálenosti s omezeným počtem bodů, přes které k ní mají řidiči přístup;[7] obecně dostupná silnice, zejména hlavní silnice, která spojuje města nebo osady [8]
- Prospekt, termín pro širokou, dlouhou a přímou silnici ve velkých městech
- Bulvar, malebná široká silnice, jako je bulvár
- Naberežna, silnice podél pobřeží nebo břehu vodního útvaru (tj. Moře, řeka nebo jezero)
- Objizdna / kilceva, silnice kolem města
- Provulok, zadní ulice, malá vozovka, jako je boční ulice

### Historické trasy
- Muravská cesta
- Silnice Bila Cerkva
- Izjumská cesta (větev trasy Murava)
- Hedvábná stezka
- Berladská silnice
- Od Varangianů po Řeky
- Trasa Chumak
- Černá trasa
- Romodanovská cesta
- Trasa Kučma (větev trasy Black)
- Krakovská silnice
- Trasa Kolky
- Kyjevská cesta
- Kalmiusova cesta (větev Muravské cesty)
- Trasa Zaloha

## Nové projekty
Dopravní sektor se nyní řídí dle dokumentu Ukraine Transport Strategy 2030 (vyhlášeny prezidentem Porošenkem). Dokument popisuje decentralizaci, rozvoj a cíle, které se mají dosáhnout, pokud se chce někam Ukrajina dostat z hlediska rozvoje, konkurence a logistiky do roku 2030.
Ukrajina se snaží nastavit řízení procesů dle doporučení OECD a srovnává se v tomto se zeměmi OECD.
Silniční infrastrukturu se snaží modernizovat dle norem EU. Takto definované kritéria pak samozřejmě dávají Ukrajinu na chvost všeho a ony investice jsou pak nevyhnutně na pohled při srovnání s EU slabší, ovšem Ukrajina se tím snaží začlenit hospodářsky a obchodně více na západ. V oblasti regionálních investic se pak třeba srovnává s modelem Francie a snaží se procenta z daní a ekonomiky přesměrovat do regionů dle Francouzského decentralizačniho klíče (Francie má údajně nejlépe postavené dálnice). S Francii se pak srovnává i rozvoj krajů a především sektor letecké dopravy ve všech 28 krajích.
Níže některé zajímavé projekty, které se již realizovaly, nebo dochází k jejich úspěšnému dokončení.

### Projekt "Velike budivnictvo"
- Dnipro - Rešetilovka (dálnice N-31)

Od roku 2020 pokračují práce na strategické dálnici N-31 spojující hlavní město Kjev s Dniprem, hlavním průmyslovým uzlem. Největší staveniště se nachází v oblasti Poltavy, kde se od nuly staví 7 kilometrový úsek dálnice s betonovým povrchem. Součástí obchvatu kolem Poltavy je 518 metrů dlouhý historický viadukt.
Dokončení 2021.
- Kyjev - Oděsa (dálnice M-05)

Od roku 2020 probíhají práce na rekonstrukci dálnice Kyjev - Oděsa po celé úctyhodné délce 453 km. Dokončení rekonstrukce je naplánováno na rok 2021. Podle Ukravtodor je rekonstrukce „složitá“, zejména protože zahrnuje nejen povrch vozovky, ale také přilehlé silniční služby, jako je instalace komplexů hmotnosti v pohybu (WiM), mimoúrovňové křižovatky a opuštění od zatáčení přes dva pruhy ve směru levotočivých pruhů (budou pouze pravotočivé sjezdy ve stylu dálníce).
- Žytomyr - severní obchvat (M-06)

Část severního obchvatu dálnice M-06 kolem Žytomyru se rozšiřuje na čtyři pruhy, přičemž maximální rychlost se zvyšuje na 110 km/h. Projekt zahrnuje čtyři víceúrovňové přestupní uzly a tři mimoúrovňové železniční přejezdy. Dokončení stavby proběhlo v roce 2020.
- první obchvat Rivne - severní obchvat

V současnosti je ve městě Rivne ve výstavbě obchvat dvouproudové silnice, který naváže na již vybudovaný. První fáze je 6 km dlouhý úsek silnice postavený jako zcela nový, spojující rychlostní silnice N-25 s okresní silnicí T-18-32. Cílem projektu je odlehčit centrum města od silného tranzitního provozu. Projekt zahrnuje 280 metrů dlouhý nadjezd nad roklí a složitý terén.
Dokončení 2022.
- Lvov - stavba severního obchvatu Lvova

Obchvat spojí silnici na Kyjev s trasami ke 3 hraničním přechodům s Polskem (Rava-Ruska/Hrebenne, Krakivec/Korczowa a Šehyni/Medyka). Obchvat by měl být dlouhý 23 km a bude postaven v parametrech dálnice.
Dokončení 2019
- Kyjev - obchvat

2020 se má zahájit realizace obchvatu hlavního města v celkových nákladech 3 mld. USD a celkově délce 200 km, součástí má být výstavba mostu Kremenčuk v nákladech 444 mil. USD.
Dokončení xxxx

#### základní struktura prací/výdajů agentury Ukravtodor pro rok 2021
- podpoří se oprava 6800 km silnic z hlediska oprav vozovek
- opraví se 150 mostů (40 nových)
- provede se prohlídka 2500 km silnic (souvisí se zařazováním prací pro další období) pro co nejlepší vyhodnocení plánů dalších oprav
- v celkem 60 lokalitách se již budou instalovat váhy, aby se zamezilo přetěžování silnic